# Ensigha
Ensigha (în arabă انسيغة) este o comună din provincia Khenchela, Algeria.
Populația comunei este de 9.257 de locuitori (2008).